# オフィスチェア
オフィスチェア（英: office chair）は、事務作業用に設計・製作された椅子。その特徴は、使用者の体格差や姿勢変化に対応するため様々な可動機構を設けた「動く椅子」という点にある。
オフィスチェアは多くの場合購入者と使用者が異なり、かつ不特定多数で使い回すことが多いため、まず体格の個人差に対応する機能が求められる。またいかに正しい姿勢であろうと同じ姿勢を長時間保持することは身体的ストレスとなるため、着座姿勢を適時変えることは不可欠であり、そうした姿勢変化に対応する機能も求められる。

## 構造
座位姿勢は脊柱の自然なカーブを歪めるため、長時間座り続けても全く疲れない椅子というのは決してあり得ないが、オフィスチェアは以下にあるような各種の工夫により、長時間の着座でも疲れにくいよう工夫されている。

### 座面
座面は柔らか過ぎると姿勢が安定せず疲れやすくなり、硬すぎると圧迫感・不快感でやはり疲れやすくなる。その点で座面のクッションは座り心地に直結し、また経年によるヘタリを避けるため、ウレタンがよく用いられる。座面にクッションでなく、弾性ポリエステルのネット素材を用いる場合もある。座面は体形の丸みに合わせた形状よりフラットの方が姿勢を変えやすく鬱血しにくいが、膝に近い方は若干丸みを持たせると血流を保ちやすい。
可動機構としては次のようなものがある。
水平回転
座面が360°水平回転することで、着座したまま左右や後ろへ向き直ることができる。
高さ調節
体格の個人差に対応する点で、座高調節は最も基本的で重要な機構である。手軽に調節操作を行なえるようガススプリングを用いることが多い。
事務机の高さは固定されているのが一般的なため（日本ならばJIS規格の床高70cm）、それに合わせて大柄な人は座面を低めに、小柄な人は高めに調節することが多いが、座面との接触が良好でないと血行が妨げられるなどして疲れやすくなり、足乗せ台を置くなどして対応することもある。
奥行き調節
座面の奥行きが足りないと臀部や大腿部が圧迫され、逆に広すぎると背もたれに届かなかったり膝曲げが阻害されるが、奥行き調節は仕組みが比較的難しいため備えていない製品も多い。
角度調節
机に向かう前傾姿勢は、本来S字型の背骨をアーチ形（猫背）にさせるため、疲れやすい。必要に応じて座面を前傾させられれば、自然な姿勢を崩さずに済み、腰部のストレスや腹部の圧迫が軽減される。

### 背もたれ
背もたれは着座時の上体を正しい姿勢に近づける点で疲労軽減に効果があり、角度は水平面に対し100 - 110度が推奨されている。腰椎のカーブを保持するためランバーサポートと呼ばれるふくらみを備えたり、大きく後傾した時に後頭部を支えられるよう上端からヘッドレストを伸ばしたものもある。
可動機構としては次のようなものがある。
リクライニング
同じ姿勢を長時間続けると腰を中心に内臓や背骨の負担となるため、背もたれを後傾できるようにすれば、背伸びなどで姿勢を変えやすくなる。
高さ調節
JIS規格では背もたれ点は座位基準から 20 - 25cm の高さとされているが、近年の人間工学的な知見では腰に当たる 18 - 20cm として骨盤の回転を止めるのが良いとされ、この高さに個人差は少ないため、背もたれの高さ調節はさほど必須ではない。

### ひじ掛け
両腕の重さは全体重の 1/6 にもなるため、ひじ掛けは両肩の負担を軽くし、臀部や大腿部の圧迫も多少減らせる点で効果的であり、立ち上がる時の補助具にもなる。上腕を自然に垂らして肘が肘板に接する程度の高さが適切であり、肘板の高さ、幅、角度などを変えて調整できるようにした、アジャスタブル肘を持つものもある。
ひじ掛け付きの椅子は職位の高いものに限るというように、ひじ掛けは権威の象徴とされることもある。

### キャスター
脚の先端に付いた車輪（キャスター）によって、体の動きに合わせて椅子が水平移動するため、腰をはじめとした体の各所の負担を減らすことができる。車輪の数を5個とすることで、任意の方向へのスムーズな移動を可能にしている。
車輪の材質として、ナイロン製の双輪ハードキャスターと、ゴム製のソフトキャスターがあり、前者はカーペットのような柔らかい床に、後者はタイルのような硬い床に適している。着座時には動き、離席時にはブレーキがかかる機構を持つブレーキキャスターは、地震時などに安全である。

### 連動機構
座面を動かさない単純なリクライニングは、背もたれ点にずれを生じさせて姿勢が不自然になる。これを解決するため、座面と背もたれが連動するようにした機構がある。

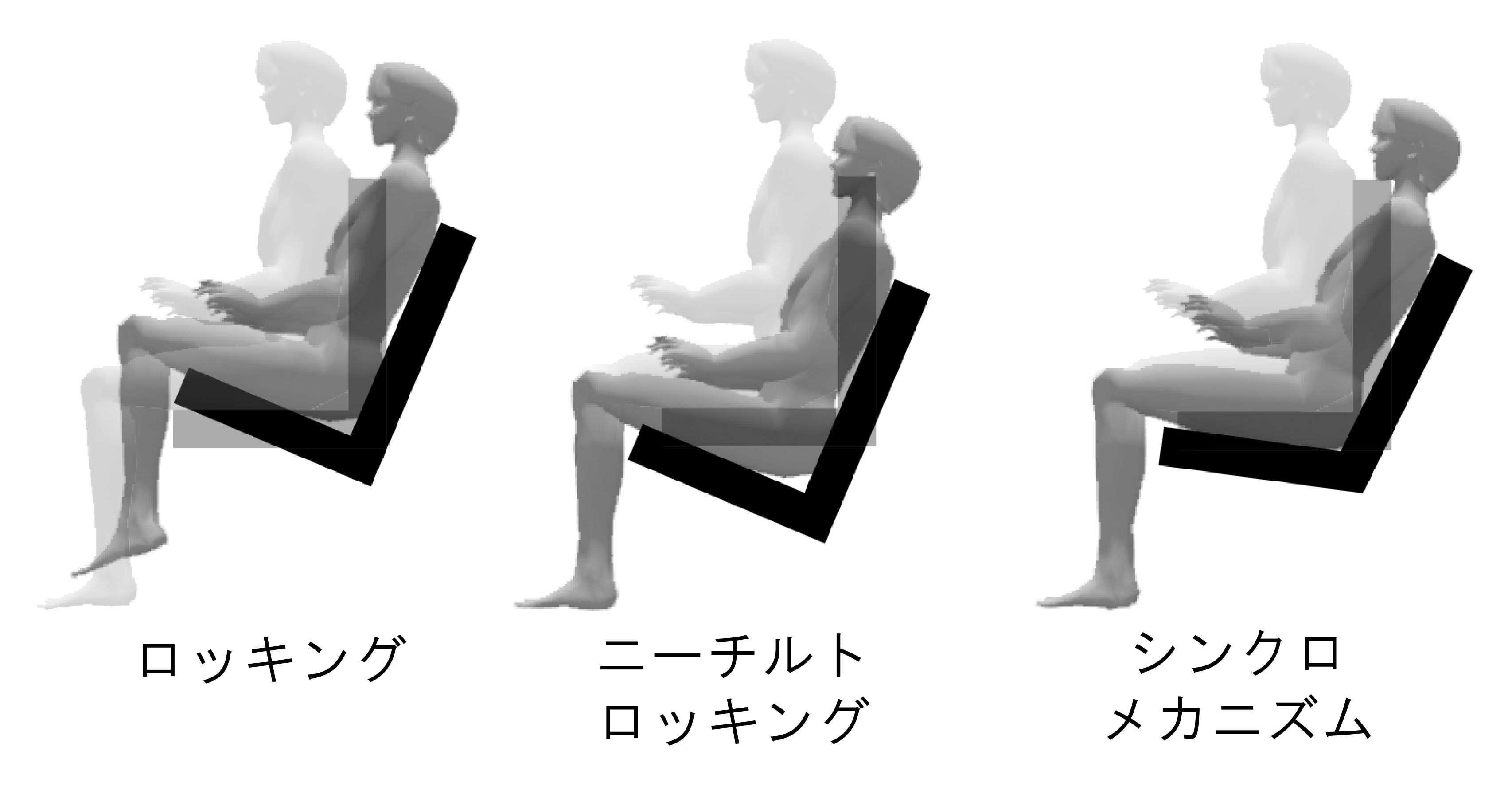
各種の連動機構

ロッキング
座面に対する背もたれの角度は変えずに、そのまま後傾する仕組み。このとき回転軸が座面中心だと膝が持ち上がってしまい大腿部が圧迫されるため、膝を中心に座面がロッキングするよう改良したニーチルトロッキングもある。
シンクロメカニズム
リクライニングすると背もたれが傾斜するだけでなく下方へ下がり、座面もそれに連動して後傾する仕組み。これにより、背もたれの傾斜と座面の傾斜の角度比が適正とされる 2:1 ないし 3:1 に保たれる。

## 歴史

### 19世紀以前

座面を水平回転できる18世紀のデスクチェア

古来、民間の事務作業の多くは親方が片手間に行なうような個人レベルの営為であり、事務で使う什器も日常用途との兼用が普通だったが、産業革命によるビジネスの大規模化は生産管理・在庫管理・販売管理といった込み入った事務作業を大量に生み出し、オフィスワークの専業化を促して、18世紀には事務用にあつらえられた机や椅子が見られるようになった。
機能面で現在のオフィスチェアの嚆矢といえるものは1850年代の米国で見られる。一つは発明家のトーマス・E・ウォーレンが製作し1851年のロンドン万博に出品したセントリペタル・スプリング・アームチェアで、鋳鉄のフレームにベルベットのクッションを備え、座面をあらゆる方向へ傾けたり回転させることができた。しかしあまりに座り心地が良かったため、ふしだらで怪しからんと評判は良くなかった。もう一つは発明家のピーター・テン・アイクが1853年に特許出願したもので、これは座面を水平回転できるロッキングチェアとでもいうべきものだった。しかしあくまで家庭で寛ぐため発案・製作されたものであり、事務用に使われることはなかった。
椅子の脚先にキャスターを付けて移動できるようにするというアイデアは、ダーウィンが書斎で標本を取りやすいよう考え出したと言われている。

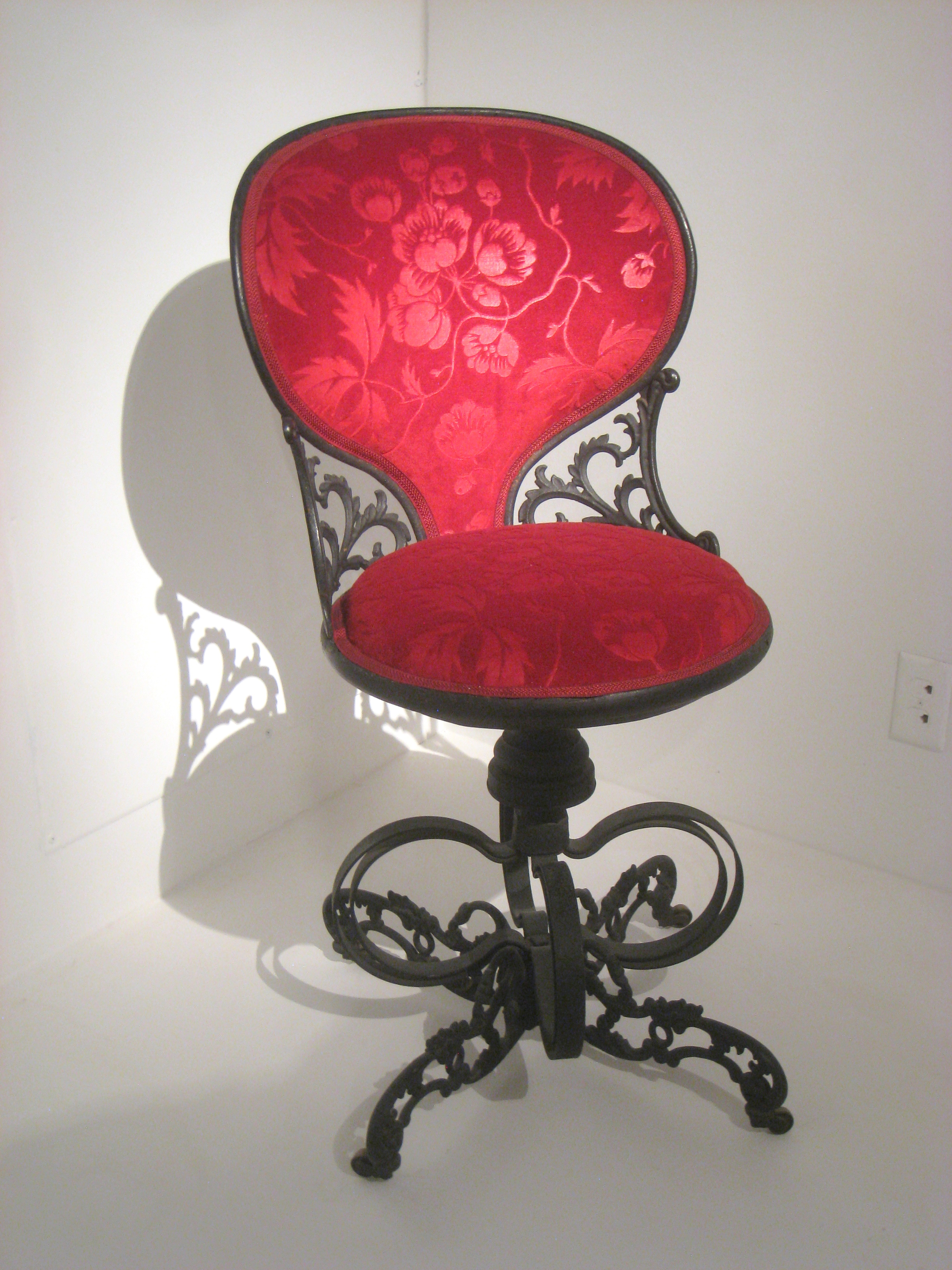
セントリペタル・スプリング・アームチェア
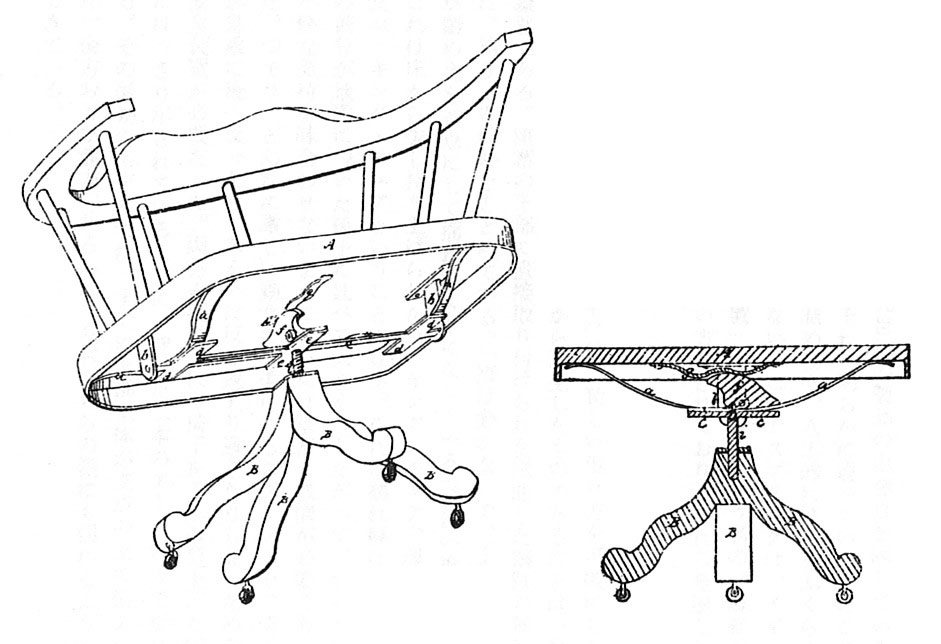
アイクが1853年に出願した特許の図版
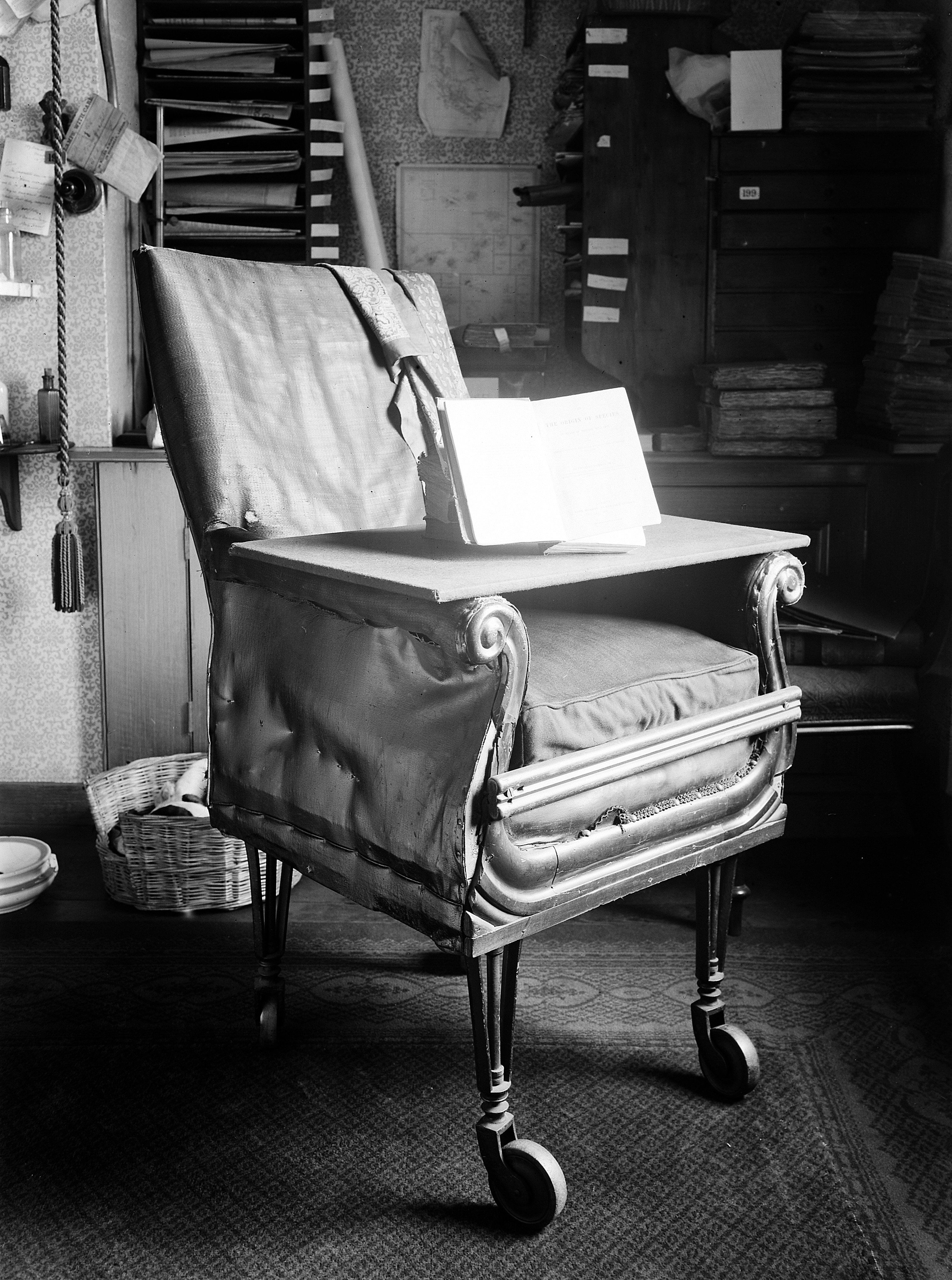
ダーウィンが使った椅子

### 20世紀
19世紀末から20世紀初頭にかけてのタイプライターの普及は欧米のオフィスワークに変革をもたらしたが、タイピストのように一日中机に向かうような職種の出現は、長時間の座り仕事でも疲れないような椅子の構造や材質への関心を高めた。

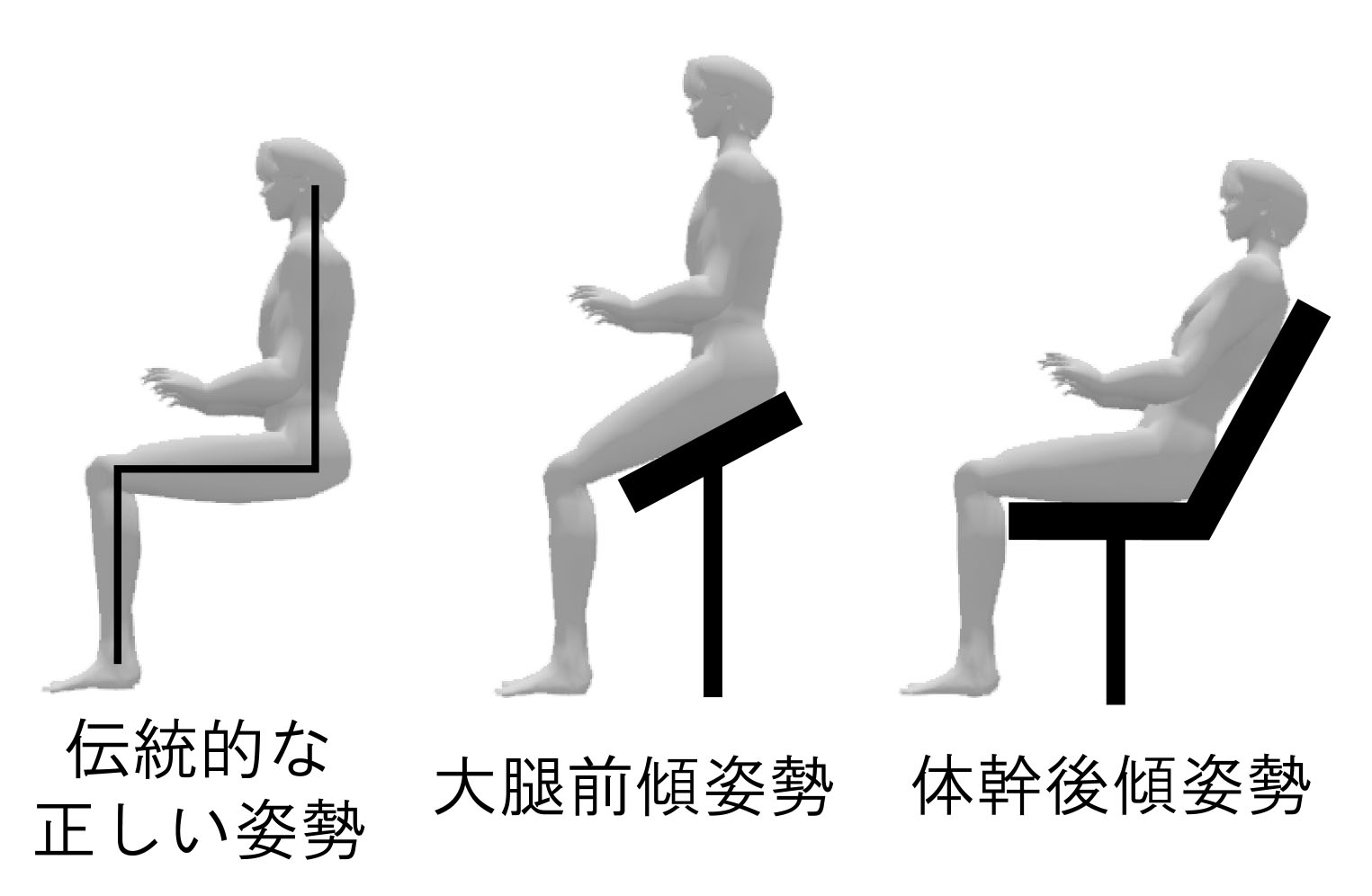
大腿前傾姿勢と体幹後傾姿勢

20世紀前半において、正しい座位姿勢とは足首・膝・股関節を各々90°にし上体を直立させた状態とされ、オフィスチェアもそれを踏襲して設計されていたが、20世紀半ばになるとその伝統的姿勢は骨盤の後傾につながり椎間板ヘルニアと腰痛の原因になり得ると分かり、大腿を前傾させるか体幹を後傾させて腰椎と腰部椎間板の負荷を軽減させる椅子の研究が進んだ。また1972年にスイスのジロフレックスが販売した「ポリトロープ」は、人間工学者との共同研究により三次元構造のクッション材を初めて導入し、現在に至る多くのオフィスチェアのフォルムに影響を残した。
1980年代に本格化し始めた OA 化の波は、オフィスチェア設計にも変革をもたらした。すなわち水平の机を見下ろすのでなく垂直のディスプレイを見上げるようになったことで、作業姿勢が前傾姿勢中心から中立姿勢・後傾姿勢中心に大きく変わったのである。オフィスチェア設計の関心は「正しい座位姿勢とは何か」から「いかに椅子を動かして姿勢変化をサポートするか」に移り、VDT 作業に順応できるよう、人体の構造や動作の特性に基づいてより複雑でダイナミックな動きをするオフィスチェアが登場し始めた。特に1980年にドイツのウィルクハーンが販売した「FSライン」は姿勢変化に応じて座面と背もたれを適正に連動させるシンクロメカニズムを初めて実現させ、その後のオフィスチェア設計の潮流を方向づけた。

1990年代になると、ユニバーサルデザインというコンセプトが普及し始めたこともあり、個人差への対応が注目されるようになった。1994年に米国のハーマンミラーが販売した「アーロンチェア」はそうした個人差を吸収する多数の機能を備えたことで話題となり、他のメーカーにも影響を与えた。またアーロンチェアはクッションの代わりに樹脂製ネットを採用してフィット感を高めた点でも革新的だった。ほか1990年代のトピックとしては、VDT 作業の疲労軽減にひじ掛けが有効であると認識されたこと、ディスプレイの大型化による後傾姿勢の増大に対応するためオフィスチェアの大型化が進んだことが挙げられる。